# Robert Kubica
Robert Kubica (/ˈrɔbɛrt kuˈbitsa/), né le 7 décembre 1984 à Cracovie, est un pilote automobile polonais.
Le 8 juin 2008, au Grand Prix du Canada, Kubica devient le premier pilote polonais à remporter une victoire en Formule 1. Sa carrière au sommet du sport automobile en monoplace s'interrompt à la suite d'un grave accident en rallye en février 2011 dont les séquelles empêchent son retour en Formule 1. Toutefois, il s'engage à nouveau en rallye pour la saison 2013 de WRC-2 et y remporte le titre. Il s'engage ensuite en WRC de 2014 à 2016, avec le soutien technique de M-Sport.
En 2017, sept ans après son dernier Grand Prix de Formule 1, Kubica reprend le volant en essais privés, puis est titularisé en 2019 chez Williams. En 2021, après que Kimi Räikkönen ait été testé positif au Covid-19, il fait un dernier retour en Formule 1 pour remplacer le Finlandais lors du Grand Prix des Pays-Bas et du Grand Prix d'Italie.
Le 15 juin 2025, il remporte les 24 Heures du Mans à bord de la Ferrari 499P d'AF Corse, devenant le premier Polonais à gagner cette course.

## Biographie

### Débuts en sport mécanique
Robert Kubica connaît une enfance plus aisée que les enfants de son âge en Pologne. En effet, dès quatre ans, il pilote de petites voitures achetées par son père et s'entraîne sur des parkings où il affine ses trajectoires en slalomant entre des bouteilles. Son père lui construit ensuite un engin capable d'atteindre les 90 km/h. À sept ans, son père lui offre son premier karting mais Robert est trop jeune pour se voir accorder une licence et rouler en compétition.
Il dispute ses premières compétitions de karting à dix ans. Malgré la situation économique précaire de la famille, son père fait les efforts financiers nécessaires pour lui permettre de poursuivre ses progrès en achetant de nouveaux karts. Il est aidé dans sa progression par Jurek Wrona, un des meilleurs préparateurs de moteurs en Pologne. Rapidement, Kubica domine les circuits polonais et accumule les titres de champion national.
Tandis que sa carrière l'amène à courir notamment en Italie, sa famille n'est plus en mesure d'en supporter les coûts. Le salut vient de l'écurie de karting italienne CRG, qui, séduite par ses prestations, lui propose un volant de pilote officiel. À quatorze ans, Kubica, désormais installé en Italie, accumule les kilomètres avant d'être titularisé. Il remporte le championnat d'Italie Junior, la Monaco Kart Cup et termine vice-champion d'Europe.
Toujours chez CRG en 1999, il remporte à nouveau le championnat d'Italie Junior, celui d'Allemagne, gagne une nouvelle Monaco Kart Cup et termine quatrième du championnat du monde de Formule A. En 2000, il quitte CRG pour rejoindre Birel et est à nouveau titré en Allemagne et en Italie.

### 2001-2002: débuts et confirmation en monoplace
Contacté par Daniel Morelli, le manager du pilote de Formule 1 brésilien Pedro Diniz, Kubica est invité à Valence pour disputer la dernière manche du championnat de Formule Renault 2 litres. Ce premier contact, suivi d'un test réussi quelques mois plus tard sur le piste de Lédenon, lui ouvre la voie à un engagement complet à partir de la mi-saison 2001 au sein de l'équipe RC Motorsport.
Considéré comme l'un des pilotes les plus prometteurs de sa génération, Kubica est sélectionné, en fin d'année, par le Renault Driver Development qui lui apporte un nouveau soutien budgétaire. En 2002, il remporte quatre victoires et termine vice-champion de Formule Renault italienne malgré de nombreux problèmes techniques.

### 2003-2004: déceptions en Formule 3
En 2003, malgré son éviction du Renault Driver Development, Robert Kubica accède au nouveau championnat de Formule 3 Euro Series au sein de l'équipe Prema Powerteam. Peu avant le début de la saison, il est victime d'un grave accident de la route en Pologne alors qu'il était passager. Relevé avec de multiples fractures au bras, il est pris en charge par le docteur Riccardo Ceccarelli, médecin de l'équipe Toyota F1 Team et observe une longue convalescence durant les six premières courses de la saison.
De retour sur le Norisring, Robert Kubica s'impose dès sa première course malgré une condition physique précaire. La suite de sa saison est plus délicate et il peine à rivaliser avec les meilleurs.
À nouveau en Formule 3 Euroseries en 2004, il intègre l'écurie ASL Mücke Motorsport, sans réussite. Il réalise néanmoins une performance en fin de saison lors du Grand Prix de Macao de Formule 3 au volant d'une monoplace du Manor Motorsport en terminant second après avoir obtenu la pole position, le meilleur tour en course et dominé son coéquipier du jour Lewis Hamilton.

### 2005: sacre en Formule Renault 3.5 Series
En 2005, Kubica obtient un volant en championnat World Series by Renault au sein de l'équipe espagnole Epsilon Euskadi de Joan Villadelprat, que connaît Daniel Morelli puisqu'il était directeur sportif de Ligier quand Diniz pilotait pour l'écurie française. Malgré un budget limité, il remporte quatre victoires et le titre des pilotes tout en offrant le titre « écurie » à Epsilon. Dans un pays où le sport automobile reste très confidentiel, ses succès déclenchent un engouement comme en témoignent les audiences télévisées des Nissan World Series, supérieures à celles de la Formule 1, et contribuent à faire de lui une célébrité nationale.
Après avoir manqué une première opportunité de rouler en Formule 1 quand la Scuderia Minardi voulait faire de lui son pilote de test à l'occasion du Grand Prix du Japon 2005 mais que la FIA refusa de lui accorder sa super-licence, il boucle sa saison par un retour en Formule 3 dans l'équipe Carlin, à l'occasion du Grand Prix de Macao. Il s'y classe à nouveau deuxième après s'être élancé de la pole position.

### Carrière en Formule 1

#### 2006: débuts en Formule 1 avec BMW

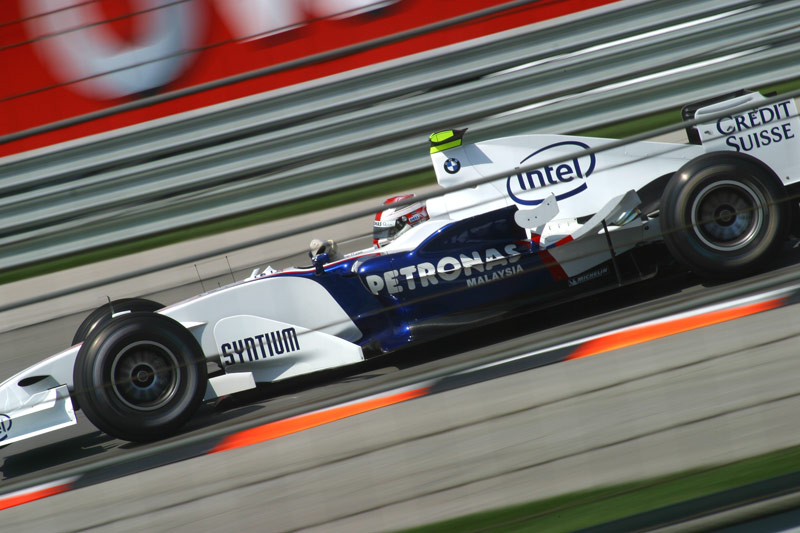
Robert Kubica lors des essais du Grand Prix des États-Unis.

Son titre en World Series by Renault lui permet d'effectuer, en décembre 2005, des tests pour Renault F1 Team. Si Kubica réalise de bons temps, Renault, qui a déjà trois pilotes sous contrat (Fernando Alonso, Giancarlo Fisichella et Heikki Kovalainen), ne le recrute pas. Quelques semaines plus tard, en janvier 2006, il effectue une séance d'essai à bord d'une monoplace de l'année précédente de l'écurie BMW Sauber F1 Team et est engagé en qualité de troisième pilote.
Présent sur tous les Grands Prix du championnat 2006 comme pilote chargé des essais du vendredi, il se montre régulièrement plus rapide que Nick Heidfeld et Jacques Villeneuve. À la suite de l'indisponibilité de Jacques Villeneuve, mal remis d'un accident au Grand Prix d’Allemagne, il débute en course au Grand Prix de Hongrie. Malgré plusieurs erreurs en course sous la pluie et une disqualification pour poids non-conforme alors qu'il a terminé septième, le Polonais séduit par ses performances. Le 7 août, au lendemain de son premier Grand Prix, BMW Sauber annonce le remplacement définitif de Villeneuve par Kubica.
Le 10 septembre, lors du Grand Prix d'Italie, Kubica, qualifié en sixième position, obtient son premier podium en terminant troisième derrière Michael Schumacher et Kimi Räikkönen. Il devient le premier polonais à monter sur le podium d'un Grand Prix de Formule 1 et le deuxième pilote le plus jeune à réaliser cet exploit derrière Fernando Alonso.

#### 2007: l'accident au Grand Prix automobile du Canada

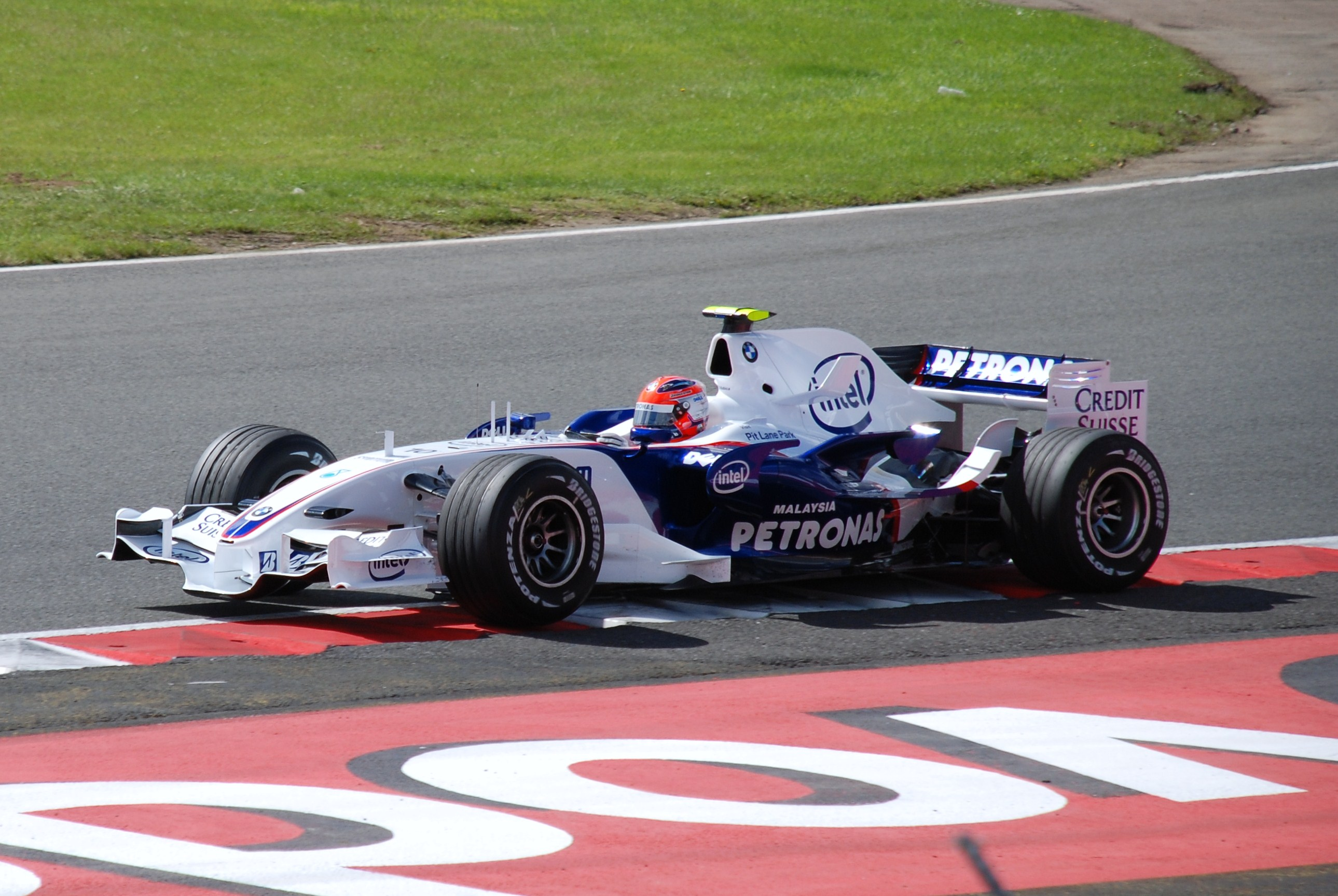
Kubica au Grand Prix de Grande-Bretagne.

Robert Kubica est confirmé chez BMW Sauber pour 2007 aux côtés de Nick Heidfeld. Le début de saison s'avère délicat, Kubica étant nettement dominé par Heidfeld (ce que le principal intéressé explique en partie par ses difficultés à adapter son style de pilotage aux gommes Bridgestone). Il voit, en outre, se concentrer sur sa voiture les principaux soucis de fiabilité de l'écurie. Après avoir marqué ses premiers points à Sakhir où il termine sixième et loin de Heidfeld, il retrouve un niveau de compétitivité plus conforme à ses ambitions initiales à Barcelone où il termine au pied du podium avant de terminer cinquième lors du Grand Prix de Monaco.
Son retour en forme est brutalement interrompu lors du Grand Prix du Canada. Qualifié en huitième position, Robert Kubica évolue dans le ventre mou du peloton après son premier ravitaillement sous régime de la voiture de sécurité. Au vingt-septième tour, il percute la Toyota de Jarno Trulli en tentant de le dépasser dans l'une des portions les plus rapides de la piste qui ramène les concurrents vers l'épingle du casino : il accroche sa roue arrière droite, perd son aileron avant, quitte la piste, roule un court instant sur un espace gazonné, passe un chemin de béton et décolle sur un espace engazonné. La voiture s'envole, accroche un muret et s'écrase contre un autre muret de béton, à angle presque droit. La voiture, projetée au travers de la piste, part en tonneau et s'écrase dans le mur extérieur de l'épingle. D'après les relevés de la boîte noire, l'impact a eu lieu à 230 km/h et Kubica a encaissé une décélération de 75 g. Le Polonais, prisonnier de sa monoplace pendant plusieurs minutes, est évacué vers le centre médical puis vers un hôpital de Montréal : il souffre d'un léger traumatisme crânien et d'une entorse à la cheville. Si, dès le lundi, Kubica quitte l'hôpital et confie son envie de participer au Grand Prix des États-Unis, dont les premiers essais sont prévus le vendredi suivant, les délégués médicaux de la FIA lui imposent un repos de quelques jours supplémentaires en raison des éventuelles conséquences d'un nouvel accident,.
Pour le remplacer, BMW fait appel au jeune Allemand Sebastian Vettel, un des deux pilotes-essayeurs de l'écurie. Le fait qu'il ait eu si peu de dommages fut évoqué dans le processus de canonisation de Jean-Paul II comme miracle possible car le pilote avait une photo du défunt pape dans son casque. Une goutte de sang et un morceau d'étoffe d'un habit du pape Jean Paul II au sein d'un reliquaire lui furent d'ailleurs offerts quelques années plus tard à la suite d'un nouvel accident afin de l'aider à guérir.
Il reprend la compétition en France où, qualifié en quatrième position, il termine le Grand Prix à la même place. Il finit également quatrième une semaine plus tard au Grand Prix de Grande-Bretagne. Par la suite, il enchaîne les résultats dans les points et creuse peu à peu l'écart sur les pilotes Renault, dans la lutte pour la sixième place du championnat. Au Japon, après une passe d'armes avec Felipe Massa dans le dernier tour, il lui concède la sixième place. Lors du Grand Prix suivant en Chine, grâce à une bonne stratégie, il est en tête de l'épreuve peu après la mi-course mais sa boîte de vitesses casse alors qu'il visait la victoire. Robert Kubica termine la saison par une cinquième place au Brésil et se classe sixième du championnat avec trente-neuf points, vingt-deux de moins que son coéquipier Nick Heidfeld.

#### 2008: l'année de la confirmation

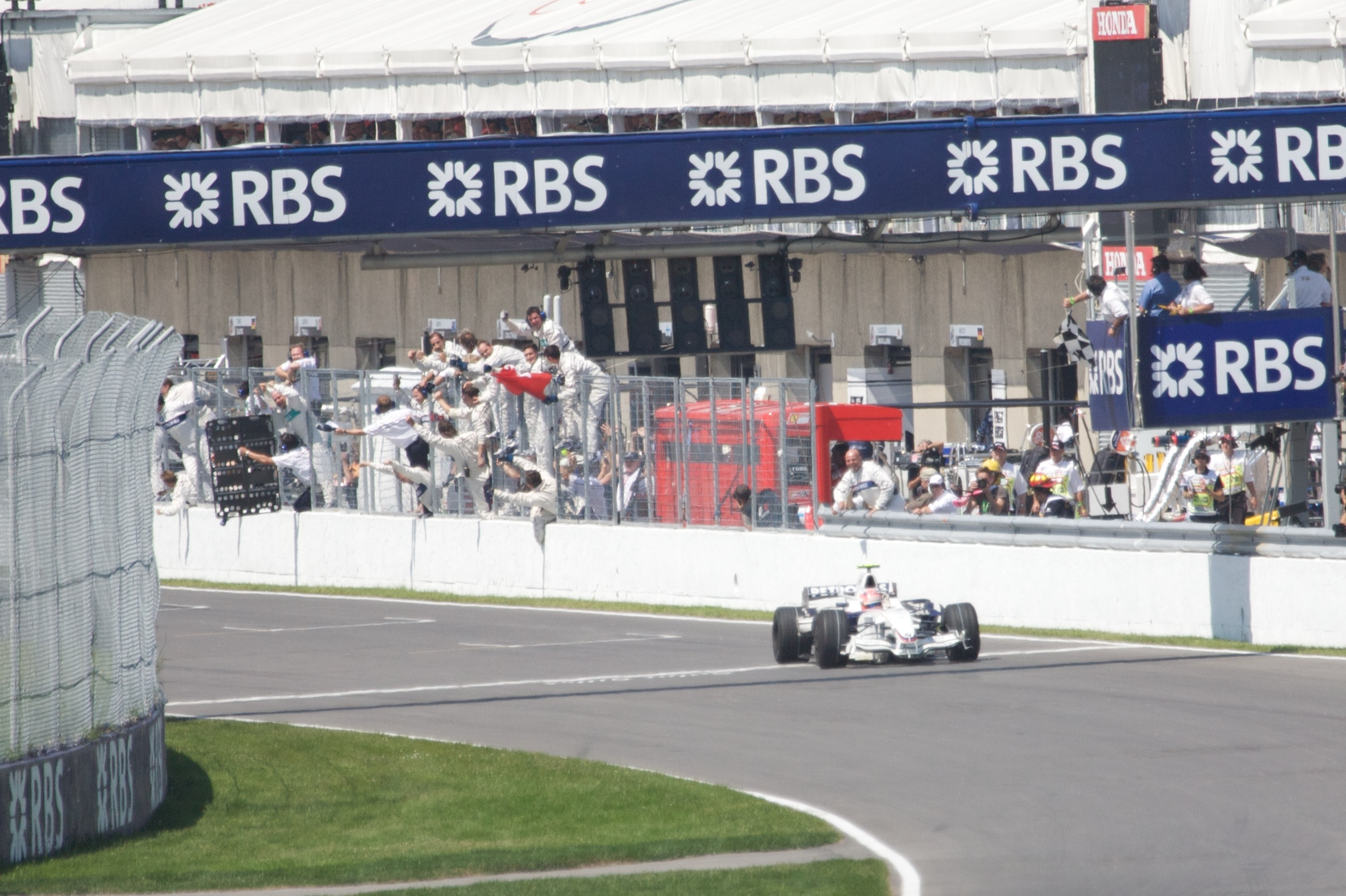
Kubica passant la ligne d'arrivée victorieux au Canada.

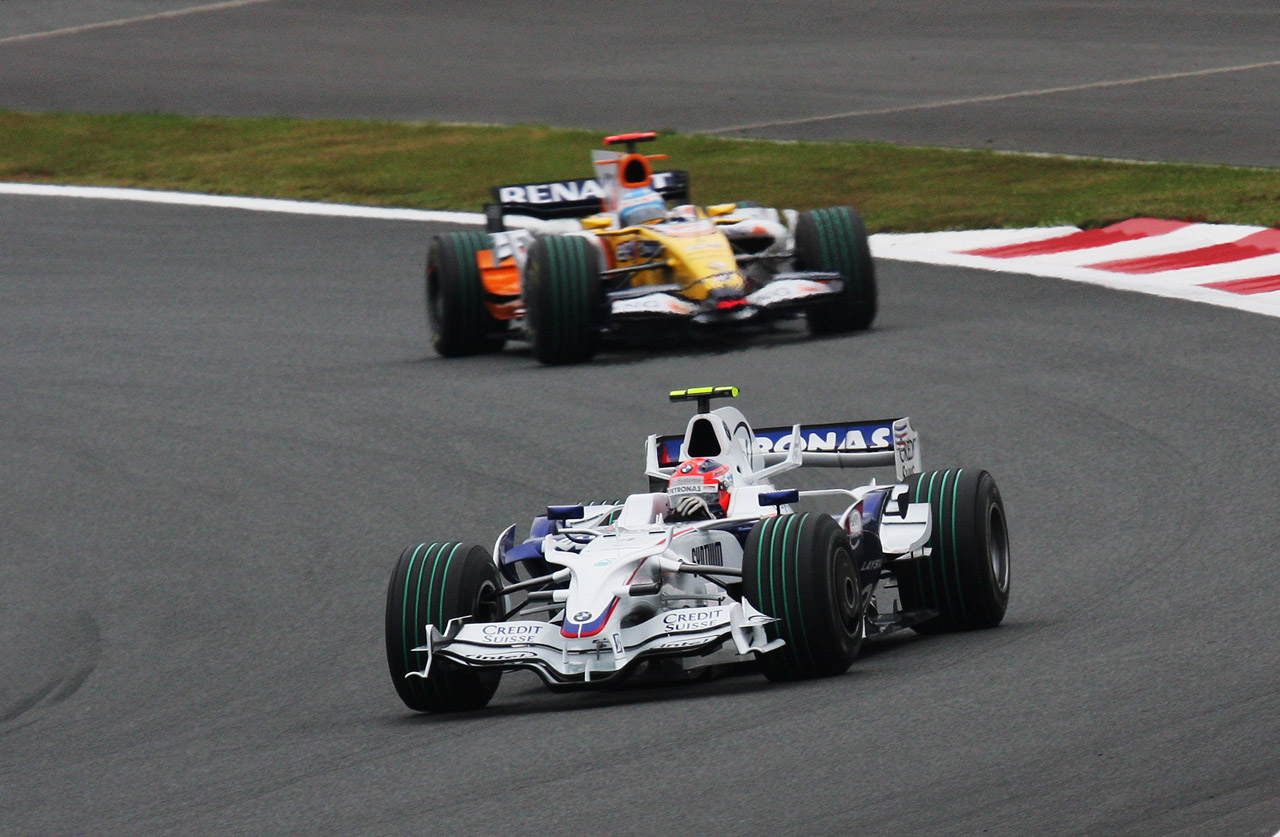
Robert Kubica lors du Grand Prix du Japon 2008.

Le 21 août 2007, BMW Sauber le confirme pour 2008, tout comme son équipier Nick Heidfeld. Qualifié en seconde position et signant ainsi son premier départ en première ligne, au Grand Prix d'Australie, épreuve d'ouverture de la saison, Kubica entrevoit le podium mais abandonne à onze tours de la fin après un accrochage avec Kazuki Nakajima alors qu'il était sixième. Lors du Grand Prix suivant, en Malaisie, il obtient le deuxième podium de sa carrière en finissant deuxième derrière la Ferrari de Kimi Räikkönen. Il obtient sa première pole position au Grand Prix de Bahreïn avant de terminer troisième en course, juste devant son coéquipier Nick Heidfeld. Il se classe quatrième en Espagne et en Turquie, devançant son coéquipier à chaque fois.
À Monaco, il se qualifie en cinquième position, mène la course durant dix tours et termine second derrière Lewis Hamilton. Au tiers du championnat, Kubica a six points de retard sur Lewis Hamilton, premier du classement. Le 8 juin, lors du Grand Prix du Canada, il profite de l'accrochage dans les stands des leaders Lewis Hamilton et Kimi Räikkönen, pour remporter la première victoire de sa carrière et de son écurie, et s'empare ainsi de la tête du championnat avec quatre points d'avance sur Hamilton et Felipe Massa.
Le reste de la saison est plus compliqué : après une sortie de piste en Grande-Bretagne qui lui fait perdre la tête du championnat, il finit septième à Hockenheim et rétrograde en quatrième position au championnat. La course suivante, en Hongrie, n'est pas meilleure puisqu'il se qualifie quatrième et termine huitième. Il retrouve le podium en terminant troisième des Grand Prix d'Europe et d'Italie. Il effectue un bon départ au Japon en remontant de la sixième à la première place. Après une bataille avec Fernando Alonso et dix-huit tours en tête, Kubica finit second et ne possède plus que douze points de retard sur Hamilton, ce qui lui permet de croire encore au titre. Mais en Chine, lésé par une mauvaise séance de qualification, il finit sixième et voit ses espoirs de titre s'envoler définitivement. Sans objectif pour la dernière course au Brésil, Robert Kubica termine hors des points et se classe troisième du championnat à égalité de points avec Räikkönen.

#### 2009: dernière saison difficile  avec BMW

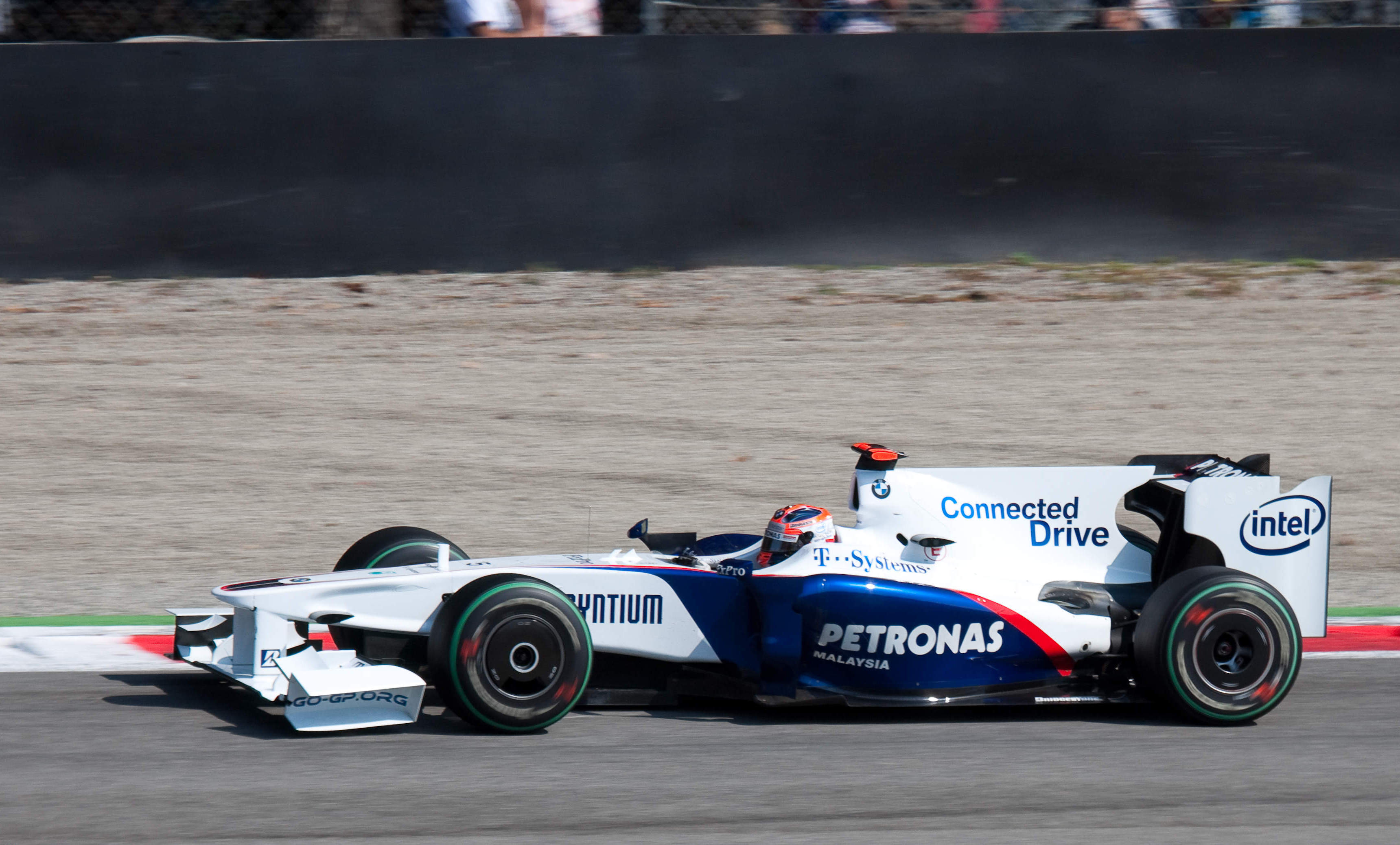
Robert Kubica au Grand Prix d'Italie 2009.

En 2009, toujours chez BMW en compagnie de Nick Heidfeld, il nourrit de grands espoirs de victoire en début d'année mais la saison s'avère rapidement frustrante pour le Polonais. Lors de la première course en Australie, il lutte avec Sebastian Vettel pour la seconde place mais, à trois tours du but, l'accroche et tape le mur au virage suivant. Au fil des courses, les performances stagnent et Kubica dégringole dans la hiérarchie, finissant treizième en Chine, dix-huitième à Sakhir, onzième en Espagne et se qualifie dix-septième du Grand Prix de Monaco. Kubica n'a pas caché son énervement sur le piètre niveau de performance des monoplaces allemandes. Après les six premières courses, son score est toujours vierge.
Il marque ses premiers points de l'année en Turquie, grâce à une septième place. Il enchaîne ensuite trois courses sans point, tout comme son coéquipier. Il revient dans les points en Europe (huitième) et en Belgique (quatrième) avant d'abandonner en Italie. Il se qualifie en huitième position lors du Grand Prix du Brésil et termine à la deuxième place, derrière Mark Webber. Il se classe quatorzième du championnat avec dix-sept points, deux de moins que son coéquipier.

#### 2010: transfert chez Renault F1 Team

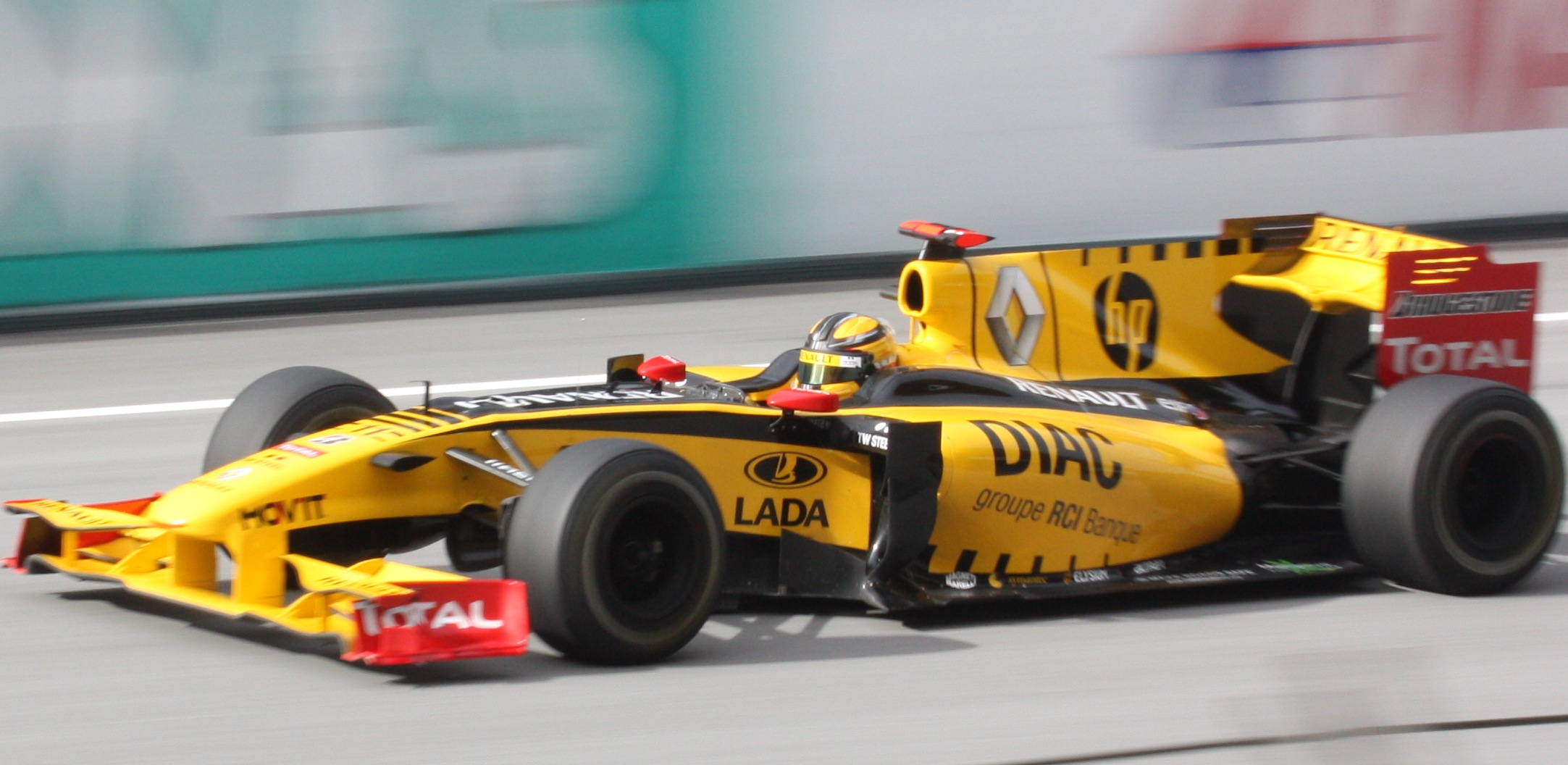
Kubica avec la Renault R30 au Grand Prix de Malaisie 2010.

Pour 2010, Kubica est recruté par Renault F1 Team et est rejoint le 31 janvier 2010 par le débutant russe Vitaly Petrov. Si sa monoplace se révèle assez performante, sa première course, gâchée par un accrochage avec Adrian Sutil, le voit terminer onzième. En Australie, avec une bonne stratégie de pneus, il réalise son premier podium de l'année. Il termine ensuite quatrième en Malaisie, cinquième en Chine puis huitième en Espagne. Lors du Grand Prix de Monaco, après s'être qualifié en première ligne, il finit troisième et obtient son deuxième podium de la saison. Il se classe ensuite sixième en Turquie, septième au Canada et cinquième en Europe. Après neuf courses, il est sixième avec 83 points.
Le 7 juillet, Renault annonce la prolongation de son contrat pour les saisons 2011 et 2012. Le Polonais connaît son premier abandon de la saison à Silverstone où sa boîte de vitesses casse, lui faisant perdre la sixième place provisoire. Il abandonne à nouveau au Grand Prix de Hongrie, suspension cassée. À Spa, en Belgique, avec une R30 dotée du F-duct, il se qualifie en troisième position et obtient un nouveau podium en terminant troisième. Il finit cinquième du premier Grand Prix de Corée du Sud de l'histoire, neuvième au Brésil et cinquième de la dernière manche à Abu Dhabi. À l'issue de la saison, il se classe huitième du championnat pilotes avec 136 points. Il est monté à trois reprises sur le podium, a réalisé son premier meilleur tour en course et est entré quinze fois dans les points. Robert Kubica participe, à la fin du mois de novembre, au Rallye du Var à bord d'une Clio Super 1600. Il se classe quatrième derrière Stéphane Sarrazin et devant Sébastien Ogier qui étrenne la nouvelle Citroën DS3. Il a signé trois temps scratchs le dimanche matin sous la pluie.

#### 2011: carrière en F1 brisée par un accident de rallye

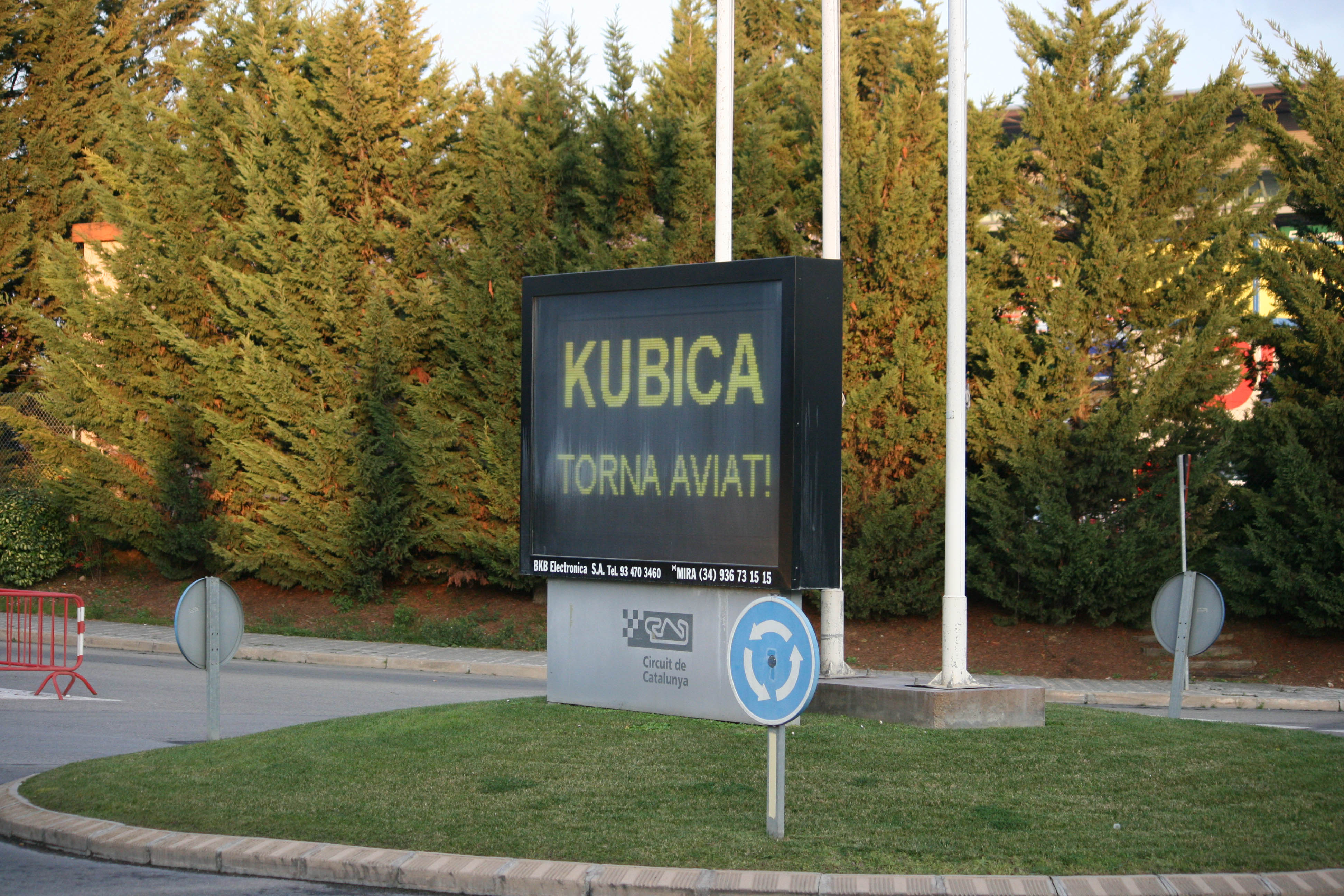
Message de soutien à Kubica sur la route menant au Circuit de Catalunya, à Barcelone.

Le 6 février 2011, peu après la présentation de la nouvelle Renault R31 et la session d'essais de Valence où il réalise le meilleur temps des quatre journées, Robert Kubica est victime d'un grave accident au rallye Ronde di Andora près de Gênes en Italie. Au volant d'une Škoda Fabia S2000, il sort de la route à haute vitesse, perdant le contrôle de sa voiture sur un morceau de chaussée glissante surélevé par une racine d'arbre et percute violemment une rambarde de sécurité. Kubica est transféré en hélicoptère à l'hôpital de Gênes, victime de traumatismes multiples, notamment à la main et à la jambe. Après une opération de sept heures destinée à soigner deux fractures du bras droit et à revasculariser sa main écrasée lors de son accident, Robert Kubica est placé en coma artificiel afin que son corps puisse récupérer de l'opération et du choc. Les médecins jugent son état sérieux et déclarent que de nouvelles opérations seront nécessaires, le chirurgien Igor Rossello s'étant déclaré moyennement satisfait à cause de son incapacité à dire s'il pourra récupérer le plein usage de sa main droite, les lésions nerveuses étant très importantes.
Éric Boullier, le directeur de Renault F1 Team, confirme l’indisponibilité du pilote pour les deux premiers mois de la saison et qu'il ne pourrait pas conduire au moins jusqu’au mois de mai, avant le Grand Prix d’Espagne. Le 16 février 2011, Nick Heidfeld est titularisé pour le remplacer. Le 19 avril 2011, deux mois après son accident, Robert Kubica quitte l'hôpital mais, vu l'étendue de ses blessures, un hypothétique retour n'est envisagé que pour la fin de la saison,. Le 23 mai 2011, Gérard Lopez, propriétaire de l'écurie Renault annonce que Kubica ne reprendra pas sa place de pilote de Formule 1 en 2011 En s'exprimant pour la première fois au mois de juillet, le Polonais affirme croire en ses chances de se remettre pleinement de son accident et de ses séquelles.
Le 28 août 2011, il subit une nouvelle opération, visant à lui permettre de retrouver la pleine mobilité de son coude droit. Ses médecins jugent cette intervention comme la dernière étape nécessaire à son rétablissement. Le 12 septembre 2011, Éric Boullier indique qu'il laissera jusqu'à fin octobre pour qu'une décision soit prise autour de son duo de pilote. Fin septembre, le docteur Riccardo Ceccarelli souligne les progrès de Robert Kubica tout en se montrant prudent quant à un éventuel retour, estimant que le Polonais serait prêt "entre novembre et janvier".
Le 10 janvier 2012, il chute sur une plaque de verglas et se fracture à nouveau la jambe touchée lors de son accident, et doit être opéré, son retour éventuel au volant d'une Formule 1 est donc retardé.

#### 2016-2017: retour sur circuit
Il revient sur circuit en endurance, aux 12 Heures du Mugello en mars 2016,,. Engagé en Renault Sport Trophy, il termine sur le podium de sa première course, sur le circuit de Spa-Francorchamps.
En janvier 2017, il est annoncé dans le baquet de la Porsche 911 GT3 R de l'écurie Förch Racing pour disputer les 24 Heures de Dubaï. Kubica a testé la voiture lors d'une séance d'essai sur le circuit de Barcelone. Annoncé pour prendre part à la saison 2017 du championnat du monde d'endurance FIA avec ByKolles Racing, il renonce après avoir  parcouru seulement six tours d'essais, la voiture rencontrant de nombreux problèmes techniques,,. En avril, il essaye une monoplace de GP3 Series puis, en mai, une Formule E,.
Il participe à une séance d'essais sur le circuit de Monza au volant d'une Dallara P217 de l'écurie SMP Racing. Le Polonais montre toujours de l’intérêt pour l'endurance malgré son retrait du championnat du monde d'endurance FIA à quelques semaines du coup d'envoi de la saison.
Le 6 juin 2017, six ans après ses derniers essais en Formule 1, Robert Kubica est invité par Renault F1 Team à piloter la Lotus E20 de 2012 sur le Circuit de Valence Ricardo Tormo où il avait roulé pour la dernière fois dans une Formule 1 ; il effectue des longs relais, des simulations de qualifications et des procédures de départ pour un total de 115 tours. Il est ensuite invité, le 11 et 17 octobre 2017 par Williams à piloter la FW36 de 2014,. Il participe aux essais de fin de saison, sur le circuit de Yas Marina, à Abou Dabi, le 28 novembre 2017 et réalise le neuvième temps au volant de la Williams FW40. Fin 2017, il s'associe avec Birel ART et lance début 2018 sa ligne de Karts "Robert Kubica Racing Kart".

#### 2018-2019: retour en Formule 1 en tant qu'essayeur puis titulaire avec Williams

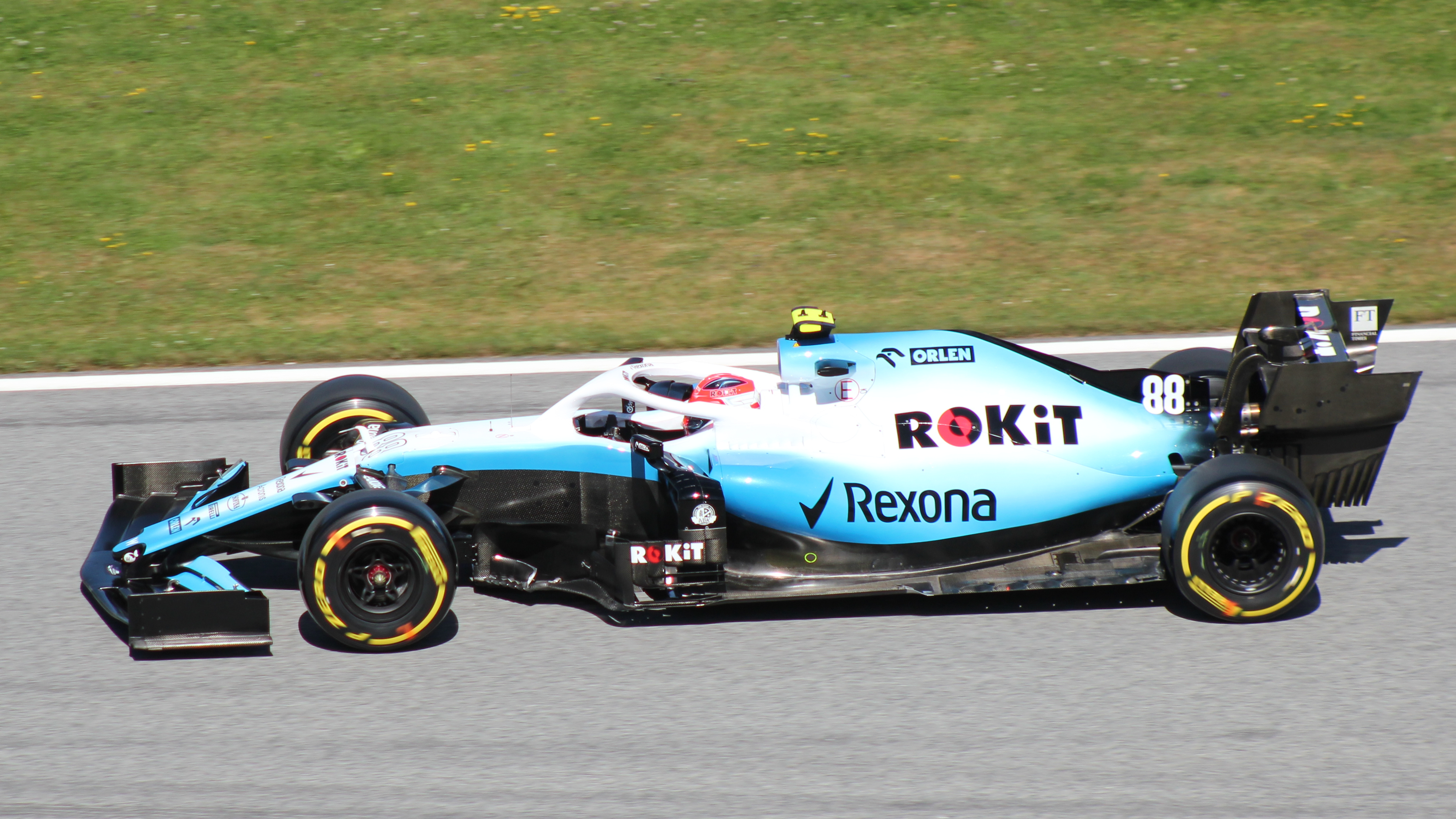
Kubica au Grand Prix d’Autriche.

Initialement annoncé comme remplaçant de Felipe Massa chez Williams F1 Team, il obtient finalement un poste de pilote de réserve au sein de l'écurie anglaise pour la saison 2018, Sergey Sirotkin étant nommé pilote titulaire,. Le 22 novembre 2018, l'écurie Williams officialise la titularisation de Robert Kubica pour la saison 2019 de Formule 1 aux côtés du champion de Formule 2 George Russell. Lors du Grand Prix de France, pour la première fois de la saison, il bat son équipier en course.
Il marque son unique point de la saison au Grand Prix d'Allemagne, en profitant de la pénalité de trente secondes infligée aux deux pilotes Alfa Romeo Racing Kimi Räikkönen et Antonio Giovinazzi. Le 19 septembre 2019, un communiqué de l'écurie Williams et de Robert Kubica indique que le pilote polonais quitte l'écurie à la fin de la saison 2019.

#### 2020-2021: essayeur chez Alfa Romeo
Le 1er janvier 2020, il est annoncé comme pilote de réserve et de développement d'Alfa Romeo, emmenant avec lui son sponsor PKN Orlen qui devient partenaire-titre de l'équipe.
Lors du Grand Prix des Pays-Bas 2021, Kimi Räikkönen est testé positif au Covid-19 avant la troisième séance d'essais libres. Il doit quitter le circuit de Zandvoort et Robert Kubica le remplace au volant de l'Alfa Romeo C41 pour le reste du weekend,. Qualifié en dix-huitième position, il s'élance seizième et termine la course à la quinzième place. Il le remplace à nouveau une semaine plus tard, au Grand Prix d'Italie lors duquel, qualifié dix-neuvième, dix-huitième de la qualification sprint, il termine la course à la quatorzième place à 29,8 secondes du vainqueur Daniel Ricciardo.

### Résultats en championnat du monde de Formule 1

#### Résultats détaillés en championnat du monde de Formule 1

Le casque de Kubica au cours des saisons 2008 et 2009.

À l'issue du Grand Prix automobile des Pays-Bas 2021
- 7 saisons en Formule 1.
- 99 départs en Grands Prix.
- 1 victoire.
- 274 points marqués
- 1 pole position.
- 4 départs en première ligne.
- 5 deuxièmes places en Grand Prix.
- 6 troisièmes places en Grand Prix.
- 1 meilleur tour en course.
- 12 podiums
- 47 arrivées dans les points.
- 74 tours en tête.
- 337 kilomètres en tête.
- 12 abandons.
- Meilleur classement au championnat : 4e en 2008.
- Débuts en Formule 1 : le 6 août 2006 au Grand Prix de Hongrie, sur le Hungaroring – disqualifié pour poids non conforme.

| Saison | Écurie                | Châssis          | Moteur                    | Pneus       | GP disputés | Pole positions | Victoires | Podiums | Meilleurs tours | Dans les points | Abandons | Points inscrits | Classement |
| ------ | --------------------- | ---------------- | ------------------------- | ----------- | ----------- | -------------- | --------- | ------- | --------------- | --------------- | -------- | --------------- | ---------- |
| 2006   | BMW Sauber F1 Team    | BMW Sauber F1.06 | BMW V8                    | Michelin    | 6           | 0              | 0         | 1       | 0               | 1               | 0        | 6               | 16e        |
| 2007   | BMW Sauber F1 Team    | BMW Sauber F1.07 | BMW V8                    | Bridgestone | 16          | 0              | 0         | 0       | 0               | 11              | 3        | 39              | 6e         |
| 2008   | BMW Sauber F1 Team    | BMW Sauber F1.08 | BMW V8                    | Bridgestone | 18          | 1              | 1         | 7       | 0               | 14              | 2        | 75              | 4e         |
| 2009   | BMW Sauber F1 Team    | BMW Sauber F1.09 | BMW V8                    | Bridgestone | 17          | 0              | 0         | 1       | 0               | 5               | 4        | 17              | 14e        |
| 2010   | Renault F1 Team       | Renault R30      | Renault V8                | Bridgestone | 19          | 0              | 0         | 3       | 1               | 15              | 3        | 136             | 8e         |
| 2019   | ROKiT Williams Racing | Williams FW42    | Mercedes V6 turbo hybride | Pirelli     | 21          | 0              | 0         | 0       | 0               | 1               | 0        | 1               | 19e        |
| 2021   | Alfa Romeo Racing     | Alfa Romeo C41   | Ferrari V6 turbo hybride  | Pirelli     | 2           | 0              | 0         | 0       | 0               | 0               | 0        | 0               | 20e        |
|        | Total                 |                  |                           |             | 99          | 1              | 1         | 12      | 1               | 47              | 12       | 274             |            |

| Saison        | Écurie                | Châssis          | Moteur                                | Pneus | 1        | 2        | 3      | 4      | 5      | 6        | 7      | 8      | 9        | 10       | 11     | 12       | 13       | 14     | 15     | 16       | 17     | 18     | 19       | 20     | 21     | 22  | Classement | Points inscrits |
| ------------- | --------------------- | ---------------- | ------------------------------------- | ----- | -------- | -------- | ------ | ------ | ------ | -------- | ------ | ------ | -------- | -------- | ------ | -------- | -------- | ------ | ------ | -------- | ------ | ------ | -------- | ------ | ------ | --- | ---------- | --------------- |
| 2006          | BMW Sauber F1 Team    | BMW Sauber F1.06 | BMW V8 P86/6                          | B     | BAH      | MAL      | AUS    | SMR    | EUR    | ESP      | MON    | GBR    | CAN      | USA      | FRA    | ALL      | HON Dsq. | TUR 12 | ITA 3  | CHI 13   | JAP 9  | BRÉ 9  |          |        |        |     | 16e        | 6               |
| 2007          | BMW Sauber F1 Team    | BMW Sauber F1.07 | BMW V8 P86/7                          | B     | AUS Abd. | MAL 18   | BAH 6  | ESP 4  | MON 5  | CAN Abd. | USA    | FRA 4  | GBR 4    | EUR 7    | HON 5  | TUR 8    | ITA 5    | BEL 9  | JAP 7  | CHI Abd. | BRÉ 5  |        |          |        |        |     | 6e         | 39              |
| 2008          | BMW Sauber F1 Team    | BMW Sauber F1.08 | BMW V8 P86/8                          | B     | AUS Abd. | MAL 2    | BAH 3  | ESP 4  | TUR 4  | MON 2    | CAN 1  | FRA 5  | GBR Abd. | ALL 7    | HON 8  | EUR 3    | BEL 6    | ITA 3  | SIN 11 | JAP 2    | CHI 6  | BRÉ 11 |          |        |        |     | 4e         | 75              |
| 2009          | BMW Sauber F1 Team    | BMW Sauber F1.09 | BMW V8 P86/9                          | B     | AUS 14*  | MAL Abd. | CHI 13 | BAH 18 | ESP 11 | MON Abd. | TUR 7  | GBR 13 | ALL 14*  | HON 13   | EUR 8  | BEL 4    | ITA Abd. | SIN 8  | JAP 9  | BRÉ 2    | ABU 10 |        |          |        |        |     | 14e        | 17              |
| 2010          | Renault F1 Team       | Renault R30      | Renault V8 RS27-2010                  | B     | BAH 11   | AUS 2    | MAL 4  | CHN 5  | ESP 8  | MON 3    | TUR 6  | CAN 7  | EUR 5    | GBR Abd. | ALL 7  | HON Abd. | BEL 3    | ITA 8  | SIN 7  | JAP Abd. | COR 5  | BRA 9  | ABU 5    |        |        |     | 8e         | 136             |
| 2019          | ROKiT Williams Racing | Williams FW42    | Mercedes V6 turbo hybride             | P     | AUS 17   | BAH 16   | CHN 17 | AZE 16 | ESP 18 | MON 18   | CAN 18 | FRA 18 | AUT 20   | GBR 15   | ALL 10 | HON 19   | BEL 17   | ITA 17 | SIN 16 | RUS Abd. | JPN 17 | MEX 18 | USA Abd. | BRE 16 | ABU 19 |     | 19e        | 1               |
| 2021          | Alfa Romeo Racing     | Alfa Romeo C41   | Ferrari V6 turbo hybride Type 065 EVO | P     | BAH      | EMI      | POR    | ESP    | MON    | AZE      | FRA    | STY    | AUT      | GBR      | HON    | BEL      | P-B 15   | ITA 14 | RUS    | TUR      | USA    | MEX    | BRE      | QAT    | ARA    | ABU | 20e        | 0               |
| Légende : ici |                       |                  |                                       |       |          |          |        |        |        |          |        |        |          |          |        |          |          |        |        |          |        |        |          |        |        |     |            |                 |

#### Victoire en championnat du monde de Formule 1
| no | Année | Manche | Date        | Grand Prix | Circuit  | Position départ | Écurie             | Voiture | Résultats |
| -- | ----- | ------ | ----------- | ---------- | -------- | --------------- | ------------------ | ------- | --------- |
| 1  | 2008  | 7/18   | 8 juin 2008 | Canada     | Montréal | 2e              | BMW Sauber F1 Team | F1.08   | Résultat  |

### Carrière en championnat du monde des rallyes

#### 2009-2011: premières courses
Robert Kubica a également pour passion le rallye. Il y débute en 2009 sur une Renault Clio III, principalement en Italie. Ses premiers grands résultats sont une troisième place au rallye d'Antibes 2010 comptant pour le championnat européen et une quatrième place au rallye du Var comptant pour le championnat de France 2010, cette fois-ci à bord d'une Renault Clio S1600. Il subit, le 6 février 2011, à la Ronde di Andora un terrible accident, lorsqu'il percute un rail de sécurité qui pénètre l'habitacle de sa Škoda Fabia S2000.

#### 2012: retour après son accident

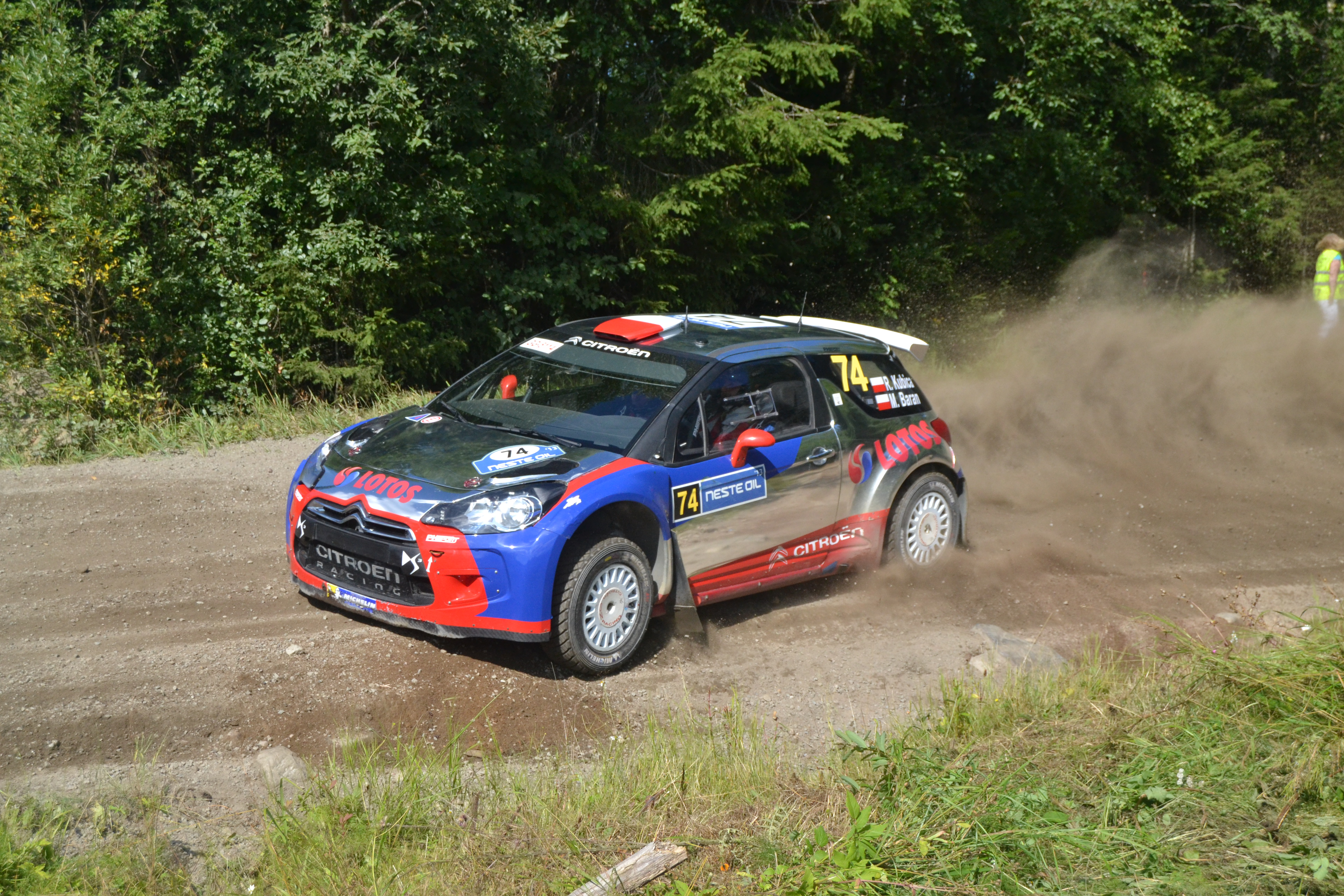
Robert Kubica au commandes d'une Citroën DS3 RRC durant le rallye de Finlande 2013.

En juillet 2012, il effectue une séance d'essais de quatre jours avec Petter Solberg et Jari-Matti Latvala sur le circuit de Fary au volant d'une Ford Fiesta RS WRC. Le 8 septembre 2012, Robert Kubica annonce officiellement son retour en rallye au volant d'une Subaru S12B WRC de l’équipe belge First Motorsport, voiture utilisée par Pons et Solberg en championnat du monde. Le Polonais remporte, le 9 septembre, la Ronde Gomitolo di Lana, dans le nord de l'Italie où il s'est initialement engagé sous le nom d'emprunt d'Andrea Crugnola. First Motorsport précise que ce test pourrait donner suite à de nouvelles participations en rallyes, toujours avec la Subaru. Après sa victoire lors de son premier rallye et un accident lors du second, Kubica remporte sept des neuf spéciales du rallye Citta di Bassano, toujours au volant d'une Impreza S12B WRC du First Motorsport.
En novembre 2012, Citroën Racing annonce la participation du Polonais aux rallyes Tropheo Aci Como en Italie et au Rallye du Var en France sur une Citroën C4 WRC. Compte tenu de la faiblesse de sa main droite, la palette au volant destinée à changer les vitesses est déplacée à gauche et le frein à main remplacé par un bouton sur le volant. Il remporte la première épreuve avec une avance de trente secondes sur les acteurs réguliers du championnat italien. Lors de la seconde épreuve, alors qu'il est en tête, il percute un arbre, sort de la route puis en tombe en contrebas de la route où sa C4 brûle entièrement.

#### 2013: champion du monde en WRC-2
En janvier 2013, il a effectué une séance d'essais en DTM chez Mercedes et s'est par la suite rapproché de l'équipe de Formule 1 Mercedes Grand Prix en effectuant un test dans leur simulateur. Il participe au championnat du monde des rallyes en WRC-2 au volant d'une Citroën DS3 RRC. Il dispute sept rallyes et en remporte cinq (Grèce, Italie, Allemagne, France et Espagne) tout en terminant sixième au Portugal et deuxième en Finlande. Ainsi, le 27 octobre 2013, Robert Kubica devient le premier champion du monde de WRC-2.

#### 2014-2016: dernières années

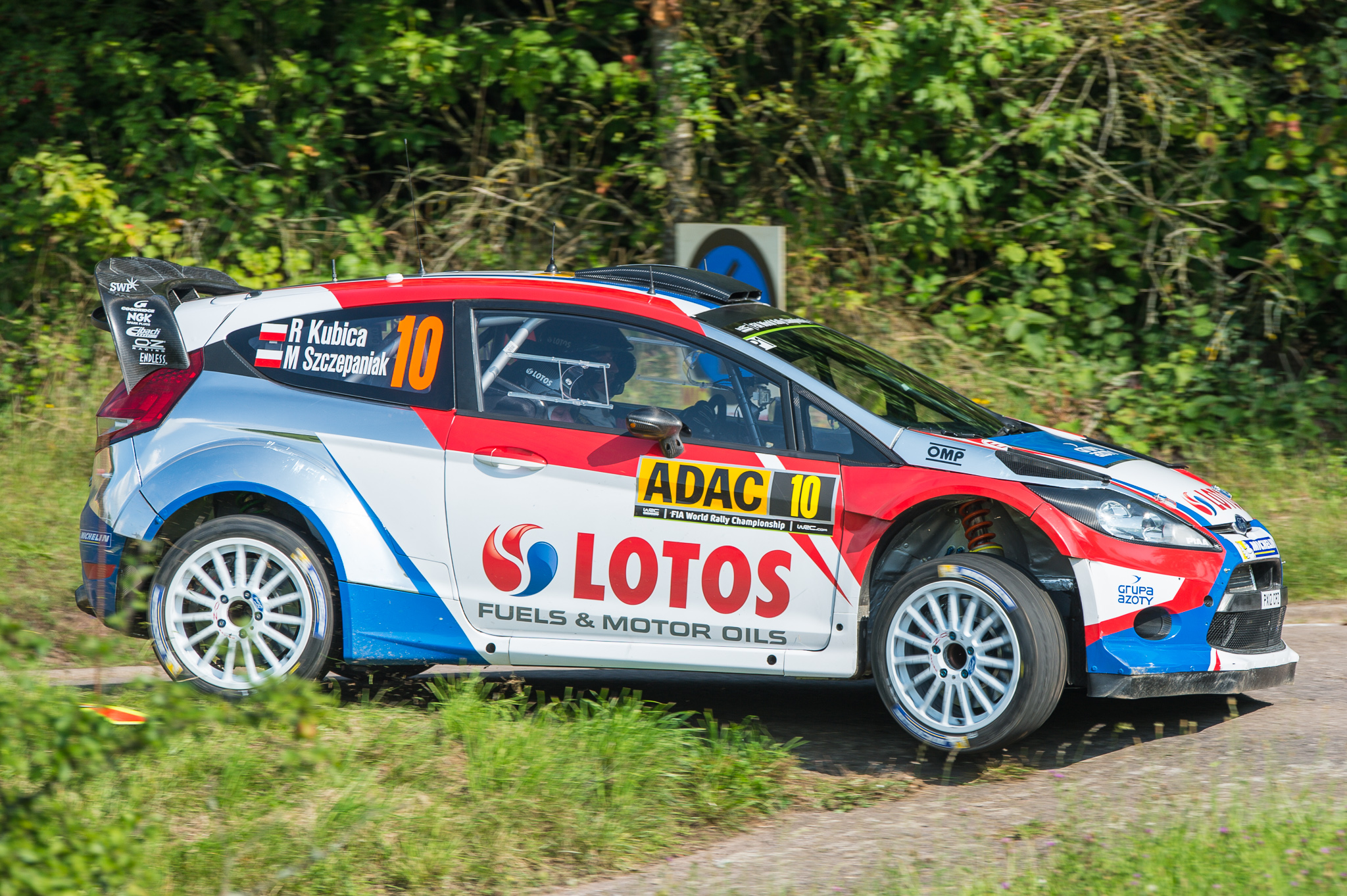
Robert Kubica lors du Rallye d’Allemagne en 2014.

Le 13 décembre 2013, il rejoint l'écurie M-Sport pour participer au WRC 2014 avec son compatriote Maciej Szczepaniak pour copilote. Il terminera à la seizième place du championnat en finissant à trois reprises dans le top 10, avec deux sixième place en Argentine et en Italie et une neuvième place en Australie. Néanmoins, sa saison sera marquée par cinq abandons.
Pour la saison 2015, Kubica remet le couvert en Championnat de Monde toujours au volant de la Fiesta WRC. Contrairement à la saison passée, il ne participe qu'à onze rallyes sur treize et finit également trois fois dans le top 10 avec deux neuvième place au Portugal et en Grande-Bretagne et une huitième place en Pologne. Il termine le championnat douzième et arrête les rallyes internationaux début 2016.

### Résultats en championnat du monde des rallyes

#### Résultats détaillés en championnat du monde des rallyes
| Saison | Rallye | Rallye | Rallye | Rallye | Rallye | Rallye | Rallye | Rallye | Rallye | Rallye | Rallye | Rallye | Rallye | Rallye | Rallye | Rallye | Points | Classement final |
| ------ | ------ | ------ | ------ | ------ | ------ | ------ | ------ | ------ | ------ | ------ | ------ | ------ | ------ | ------ | ------ | ------ | ------ | ---------------- |
| 2013   | MON    | SWE    | MEX    | POR    | ARG    | GRE    | ITA    | FIN    | GER    | AUS    | FRA    | ESP    | GBR    |        |        |        | 18     | 13e              |
| 2013   | -      | -      | -      | 19e    | -      | 11e    | 9e     | 9e     | 5e     | -      | 9e     | 9e     | Ab.    |        |        |        | 18     | 13e              |
| WRC-2  |        | -      | -      | 6e     | -      | 1er    | 1er    | 2e     | 1er    | -      | 1er    | 1er    | -      |        |        |        | 143    | 1er (WRC-2)      |
|        |        |        |        |        |        |        |        |        |        |        |        |        |        |        |        |        |        |                  |
| 2014   | MON    | SWE    | MEX    | POR    | ARG    | ITA    | POL    | FIN    | GER    | AUS    | FRA    | ESP    | GBR    |        |        |        | 14     | 16e              |
| 2014   | Ab.    | 24e    | Ab.    | Ab.    | 6e     | 6e     | 20e    | 34e    | Ab.    | 9e     | Ab.    | 17e    | 11e    |        |        |        | 14     | 16e              |
|        |        |        |        |        |        |        |        |        |        |        |        |        |        |        |        |        |        |                  |
| 2015   | MON    | SWE    | MEX    | ARG    | POR    | ITA    | POL    | FIN    | GER    | AUS    | FRA    | ESP    | GBR    |        |        |        | 11     | 12e              |
| 2015   | Ab.    | 20e    | 18e    | -      | 9e     | 30e    | 8e     | Ab.    | 35e    | -      | 22e    | 11e    | 9e     |        |        |        | 11     | 12e              |
|        |        |        |        |        |        |        |        |        |        |        |        |        |        |        |        |        |        |                  |
| 2016   | MON    | SWE    | MEX    | ARG    | POR    | ITA    | POL    | FIN    | GER    | CHN    | FRA    | ESP    | GBR    | AUS    |        |        | 0      | n.c              |
| 2016   | Ab.    | -      | -      | -      | -      | -      | -      | -      | -      | -      | -      | -      | -      | -      |        |        | 0      | n.c              |

#### Victoires en rallyes
- Rallye Jänner: 2014, sur Ford Fiesta RRC (championnat d'Europe)
- Monza Rally Show: 2014, sur Ford Fiesta WRC (exhibition)
- Monza Rally Show: 2014, sur Ford Fiesta WRC (exhibition; et le Trofeo "M.Simoncelli" le même jour)

## Palmarès
- 1998 : Champion d'Italie de karting junior, vainqueur de la Monaco Kart Cup
- 1999 : Champion d'Italie de karting junior, champion d'Allemagne de karting junior, vainqueur de la Monaco Kart Cup
- 2000 : Champion d'Italie de karting junior et champion d'Allemagne de karting junior la même année
- 2005 : Champion des World Series by Renault avec 4 victoires
- 2008 : Vainqueur du Grand Prix du Canada de Formule 1
- 2013 : Champion du monde de WRC-2
- 2014 : Ice Master (Maître sur Glace) en Championnat d'Europe des rallyes, sur Ford Fiesta RRC
- 2021 : 3 victoires en European Le Mans Series
- 2023 : Trophée Endurance FIA des pilotes LMP2 avec 3 victoires en Championnat du monde d'endurance FIA (6 Heures de Spa-Francorchamps, 6 Heures de Fuji et 8 Heures de Bahreïn)
- 2024 : Vainqueur des 6 Heures du circuit des Amériques
- 2025 : Vainqueur des 24 Heures du Mans

## Honneurs et distinctions
Robert Kubica est élu Sportif polonais de l'année en 2008. Lors de son retour en compétition, il est nommé Man of the year (en) par le magazine britannique Top Gear en 2012, et Personnalité de l'année par la FIA en 2013

## Résultats en endurance

### Championnat du monde d'endurance FIA
| Année | Équipe             | Voiture      | Catégorie | 1     | 2     | 3      | 4       | 5      | 6     | 7      | 8     | Position | Points |
| ----- | ------------------ | ------------ | --------- | ----- | ----- | ------ | ------- | ------ | ----- | ------ | ----- | -------- | ------ |
| 2021  | Team WRT           | Oreca 07     | LMP2      | SPA   | POR   | MON    | LMS NC  |        |       |        |       | 21e      | 10     |
| 2021  | High Class Racing  | Oreca 07     | LMP2      |       |       |        |         | BHR 8  | BHR 8 |        |       | 21e      | 10     |
| 2022  | Prema ORLEN Racing | Oreca 07     | LMP2      | SEB 4 | SPA 7 | LMS 2  | MON 6   | FUJ 6  | BHR 4 |        |       | 5e       | 94     |
| 2023  | Team WRT           | Oreca 07     | LMP2      | SEB 4 | POR 3 | SPA 1  | LMS 2   | MON 3  | FUJ 1 | BHR 1  |       | Champion | 173    |
| 2024  | AF Corse           | Ferrari 499P | Hypercar  | QAT 4 | IMO 8 | SPA 8  | LMS Abd | SAO 11 | COA 1 | FUJ 12 | BHR 8 | 9e       | 57     |
| 2025  | AF Corse           | Ferrari 499P | Hypercar  | QAT 2 | IMO 4 | SPA 15 | LMS 1   | SAO    | COA   | FUJ    | BHR   | 2e*      | 89*    |

### Résultats aux 24 Heures du Mans
| Année | Équipe           | no | Châssis      | Moteur                        | Pneus    | Catégorie | Équipiers                      | Tours | Classement général | Classement catégorie |
| ----- | ---------------- | -- | ------------ | ----------------------------- | -------- | --------- | ------------------------------ | ----- | ------------------ | -------------------- |
| 2021  | Team WRT         | 41 | Oreca 07     | Gibson GK428 4,2 l Turbo V8   | Goodyear | LMP2      | Louis Delétraz Yifei Ye        | 362   | Non classé         | Non classé           |
| 2022  | Prema ORLEN Team | 9  | Oreca 07     | Gibson GK428 4,2 l Turbo V8   | Goodyear | LMP2      | Louis Delétraz Lorenzo Colombo | 369   | 6e                 | 2e                   |
| 2023  | Team WRT         | 41 | Oreca 07     | Gibson GK428 4,2 l Turbo V8   | Goodyear | LMP2      | Louis Delétraz Rui Andrade     | 328   | 11e                | 2e                   |
| 2024  | AF Corse         | 83 | Ferrari 499P | Ferrari F154CB 3,0 l Turbo V6 | Michelin | Hypercar  | Robert Shwartzman Yifei Ye     | 248   | Abandon            | Abandon              |
| 2025  | AF Corse         | 83 | Ferrari 499P | Ferrari F154CB 3,0 l Turbo V6 | Michelin | Hypercar  | Phil Hanson Yifei Ye           | 367   | Vainqueur          | Vainqueur            |